# Sideroxylon

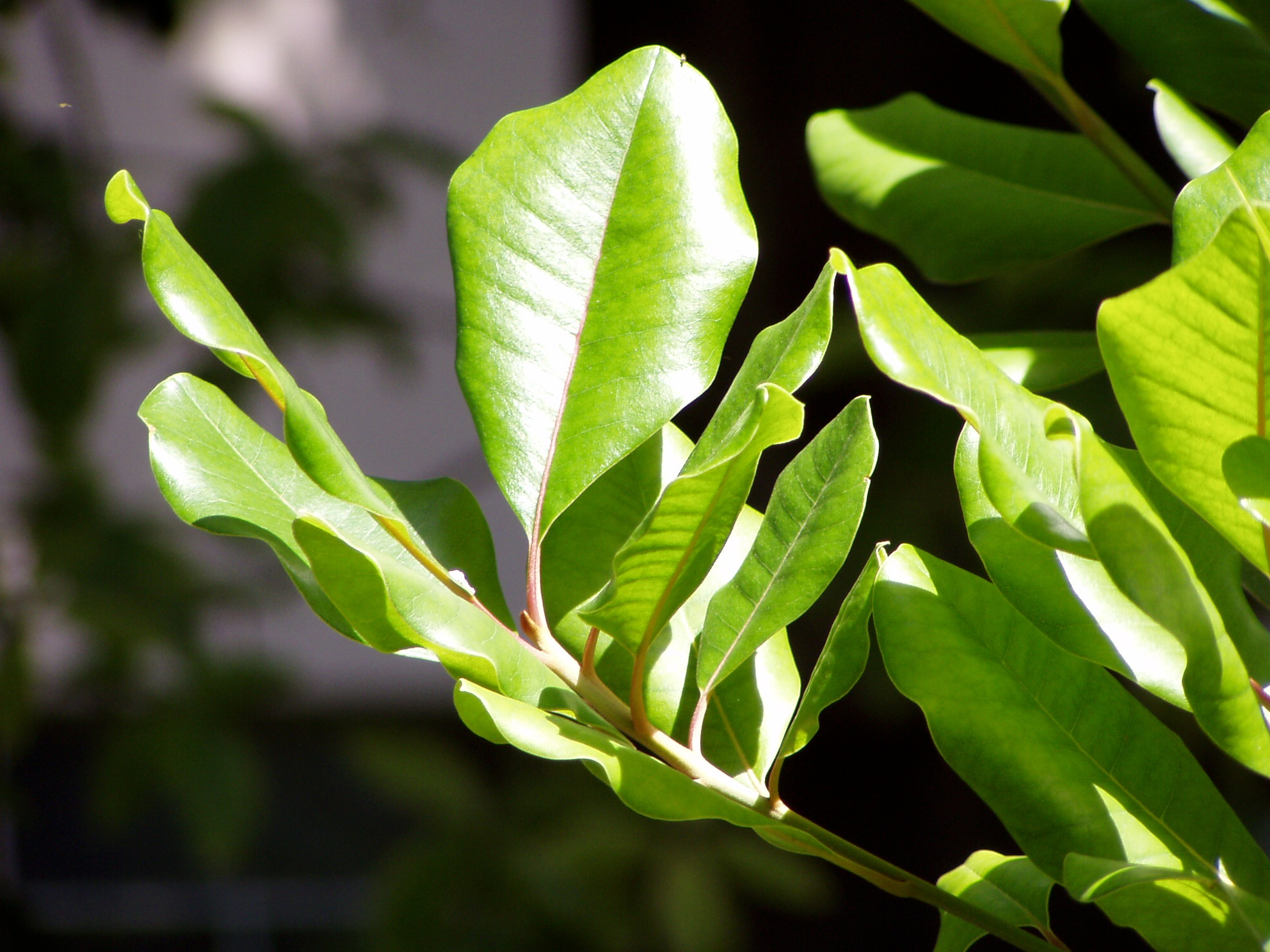
Lá của Sideroxylon mirmulans.

Sideroxylon là một chi cây gỗ trong họ Sapotaceae, được Carl Linnaeus mô tả năm 1753. Trong tiếng Việt, chúng được gọi là mai lai, sến đất, mạy lai. Tên khoa học của chi có nguồn gốc từ các từ trong tiếng Hy Lạp σιδηρος (sideros) – nghĩa là "sắt", và ξύλον (xylon) – nghĩa là "gỗ".

## Phân bố
Chi này có sự phân bố chủ yếu tại Bắc Mỹ và Nam Mỹ, nhưng cũng có tại châu Phi, Madagascar, miền nam châu Á và một số đảo trên đại dương. Một số loài, như S. lanuginosum, S. tenax và S. lycioides, được tìm thấy trong các khu vực cận nhiệt đới ở Bắc Mỹ. Loài duy nhất ở Nam Phi là S. inerme gắn với 3 di tích lịch sử và vì thế 3 cây này cũng được tuyên bố là vật kỷ niệm quốc gia do tuổi thọ cao bất thường của chúng.

## Sinh thái học
Một vài loài đã trở thành hiếm thấy do đốn hạ cũng như do các dạng phá hủy môi trường sống khác. S. grandiflorum (đồng nghĩa: Calvaria major) ở Mauritius chịu ảnh hưởng của sự tuyệt chủng của các loài chim phát tán hạt của nó; người ta từng cho rằng loài này phụ thuộc hoàn toàn vào dodo (Raphus cucullatus) trong phát tán hạt và gần như đã trở thành nạn nhân của sự cùng tuyệt chủng, nhưng điều này là không chính xác. Các loài của chi này cung cấp nguồn thức ăn cho ấu trùng của một số loài cánh vẩy (Lepidoptera), như Urodus parvula cũng như một vài loài bọ cánh cứng (Coleoptera) thuộc chi Plinthocoelium.

## Các loài
Được công nhận
1. Sideroxylon acunae (Borhidi) T.D.Penn., 1990 - Cuba
2. Sideroxylon alachuense L.C.Anderson, 1997 - Florida
3. Sideroxylon altamiranoi (Rose & Standl.) T.D.Penn., 1990 - Hidalgo, Querétaro
4. Sideroxylon americanum (Mill.) T.D.Penn., 1990 - Yucatan, Tây Ấn
5. Sideroxylon anomalum (Urb.) T.D.Penn., 1990 - Barahona
6. Sideroxylon beguei Capuron ex Aubrév., 1974 - Madagascar
7. Sideroxylon bequaertii De Wild., 1926 - Cộng hòa Dân chủ Congo
8. Sideroxylon betsimisarakum Lecomte, 1920 - Madagascar
9. Sideroxylon borbonicum A.DC., 1844 - Réunion
10. Sideroxylon boutonianum A.DC., 1844 - Mauritius
11. Sideroxylon bullatum (R.A.Howard & Proctor) T.D.Penn., 1990 - Jamaica
12. Sideroxylon canariense Leyens, Lobin & A.Santos, 2005 - Quần đảo Canary
13. Sideroxylon cantoniense Lour., 1790 - Đông nam Trung Quốc
14. Sideroxylon capiri (A.DC.) Pittier, 1912 - Trung Mỹ, Tây Ấn
15. Sideroxylon capuronii Aubrév., 1974 - Madagascar
16. Sideroxylon cartilagineum (Cronquist) T.D.Penn., 1990 - Sinaloa, Jalisco, Guerrero
17. Sideroxylon celastrinum (Kunth) T.D.Penn., 1990 - Texas, Trung Mỹ, Colombia, Venezuela, Cuba, Bahamas
18. Sideroxylon cinereum Lam., 1783 - Mauritius
19. Sideroxylon contrerasii (Lundell) T.D.Penn., 1990 - Trung Mỹ
20. Sideroxylon cubense (Griseb.) T.D.Penn., 1990 - Tây Ấn
21. Sideroxylon dominicanum (Whetstone & T.A.Atk.) T.D.Penn., 1990 - Cộng hòa Dominica
22. Sideroxylon durifolium (Standl.) T.D.Penn., 1990 - Chiapas, Belize
23. Sideroxylon ekmanianum (Urb.) Bisse, J.E.Gut. & Iglesias, 2000 - Cuba
24. Sideroxylon eriocarpum (Greenm. & Conz.) T.D.Penn., 1990 - Oaxaca
25. Sideroxylon eucoriaceum (Lundell) T.D.Penn., 1990 - Veracruz, Guatemala
26. Sideroxylon eucuneifolium (Lundell) T.D.Penn., 1990 - Guatemala
27. Sideroxylon excavatum T.D.Penn., 1990 - Guerrero, Oaxaca
28. Sideroxylon fimbriatum Balf.f., 1884 - Socotra
29. Sideroxylon floribundum Griseb., 1861 - Belize, Guatemala, Jamaica
30. Sideroxylon foetidissimum Jacq., 1760 - Tây Ấn, nam Mexico, Guatemala, Belize, Florida
31. Sideroxylon galeatum (A.W.Hill) Baehni, 1965 - Rodrigues
32. Sideroxylon gerrardianum (Hook.f.) Aubrév., 1963 - Madagascar
33. Sideroxylon grandiflorum A.DC., 1844 - Mauritius
34. Sideroxylon hirtiantherum T.D.Penn., 1990 - Guatemala, Honduras
35. Sideroxylon horridum (Griseb.) T.D.Penn., 1990 - Cuba, Quần đảo Cayman
36. Sideroxylon ibarrae (Lundell) T.D.Penn., 1990 - Baja Verapaz
37. Sideroxylon inerme L., 1753 - Châu Phi (từ Somalia đến tỉnh Cape), Aldabra, Juan de Nova
38. Sideroxylon jubilla (Ekman ex Urb.) T.D.Penn., 1990 - Cuba
39. Sideroxylon lanuginosum Michx., 1803 - Hoa Kỳ (Arizona đến South Carolina + Kentucky),[11] đông bắc Mexico
40. Sideroxylon leucophyllum S.Wats., 1889 - Baja California, Sonora
41. Sideroxylon lycioides L., 1762 - Hoa Kỳ (Texas đến Delaware)[12]
42. Sideroxylon macrocarpum (Nutt.) J.R.Allison, 2006 - Georgia
43. Sideroxylon majus (Gaertn.f.) Baehni, 1965 Réunion
44. Sideroxylon marginatum (Decne. ex Webb) Cout., 1915 - Cape Verde
45. Sideroxylon mascatense (A. DC.) T.D. Penn., 1985 - Từ Ethiopia đến Pakistan
46. Sideroxylon mirmulans R.Br., 1825 - Madeira
47. Sideroxylon moaense (Bisse & J.E.Gut.) J.E.Gut., 2002 - Cuba
48. Sideroxylon montanum (Sw.) T.D.Penn., 1990 - Jamaica
49. Sideroxylon nadeaudii (Drake) Smedmark & Anderb., 2007 - Tahiti
50. Sideroxylon nervosum Wall. ex G.Don, 1837 - Myanmar
51. Sideroxylon obovatum Lam., 1794 - Tây Ấn, Venezuela
52. Sideroxylon obtusifolium (Roem. & Schult.) T.D.Penn., 1990 - Từ Veracruz đến Paraguay
53. Sideroxylon occidentale (Hemsl.) T.D.Penn., 1990 - Baja California, Sonora
54. Sideroxylon octosepalum (Urb.) T.D.Penn., 1990 - Clarendon
55. Sideroxylon palmeri (Rose) T.D.Penn., 1990 - Mexico
56. Sideroxylon peninsulare (Brandegee) T.D.Penn., 1990 - Baja California
57. Sideroxylon persimile (Hemsl.) T.D.Penn., 1990 - Trung Mỹ, Colombia, Venezuela, Trinidad
58. Sideroxylon picardae (Urb.) T.D.Penn., 1990 - Hispaniola
59. Sideroxylon polynesicum (Hillebr.) Smedmark & Anderb., 2007 - Hawaii, Rapa-Iti
60. Sideroxylon portoricense Urb., 1904 - Trung Mỹ, Đại Antilles
61. Sideroxylon puberulum A.DC., 1844 - Mauritius
62. Sideroxylon reclinatum Michx., 1803 - Hoa Kỳ (Louisiana, Mississippi, Alabama, Georgia, Florida, South Carolina)[13]
63. Sideroxylon repens (Urb. & Ekman) T.D.Penn., 1990 - Hispaniola
64. Sideroxylon retinerve T.D.Penn., 1990 - Honduras
65. Sideroxylon rotundifolium (Sw.) T.D.Penn., 1990 - Jamaica
66. Sideroxylon rubiginosum T.D.Penn., 1990 - Cộng hòa Dominica
67. Sideroxylon rufohirtum Herring & Judd, 1996 - Florida.
68. Sideroxylon salicifolium (L.) Lam., 1794 - Tây Ấn, Trung Mỹ, Florida
69. Sideroxylon saxorum Lecomte, 1919 - Madagascar
70. Sideroxylon sessiliflorum (Poir.) Capuron ex Aubrév., 1973 - Mauritius
71. Sideroxylon socorrense (Brandegee) T.D.Penn., 1990 - Socorro
72. Sideroxylon spinosum L., 1753 - Nam Morocco, tây Algeria, bắc Tây Sahara, bắc Mauritania.
73. Sideroxylon st-johnianum (H.J.Lam & B.Meeuse) Smedmark & Anderb., 2007 - Đảo Henderson
74. Sideroxylon stenospermum (Standl.) T.D.Penn., 1990 - Trung Mỹ
75. Sideroxylon stevensonii (Standl.) Standl. & Steyerm., 1990 - Chiapas, Belize, Guatemala
76. Sideroxylon tambolokoko Aubrév., 1974 - Madagascar
77. Sideroxylon tenax L., 1767 - Hoa Kỳ (Florida, Georgia, South Carolina, North Carolina)[14]
78. Sideroxylon tepicense (Standl.) T.D.Penn., 1990 - Trung Mỹ
79. Sideroxylon thornei (Cronquist) T.D.Penn., 1990 – Hoa Kỳ (Florida, Georgia, Alabama)[15]
80. Sideroxylon verruculosum (Cronquist) T.D.Penn., 1990 - Mexico
81. Sideroxylon wightianum Hook. & Arn., 1837 - Trung Quốc (Quý Châu, Vân Nam, Quảng Đông), Việt Nam